# Resistencia neerlandesa
La resistencia neerlandesa fue la lucha de los neerlandeses por la libertad frente a la ocupación alemana nazi de la Wehrmacht después de la ocupación de los Países Bajos en la Campaña de West, donde las tropas aliadas pidieron la liberación desde el 10 de mayo de 1940 hasta 1945 en la Segunda Guerra Mundial. De este modo pasa con la revuelta de las colonias neerlandesas de las Indias Orientales Neerlandesas contra la ocupación de esta colonia por el ejército japonés.

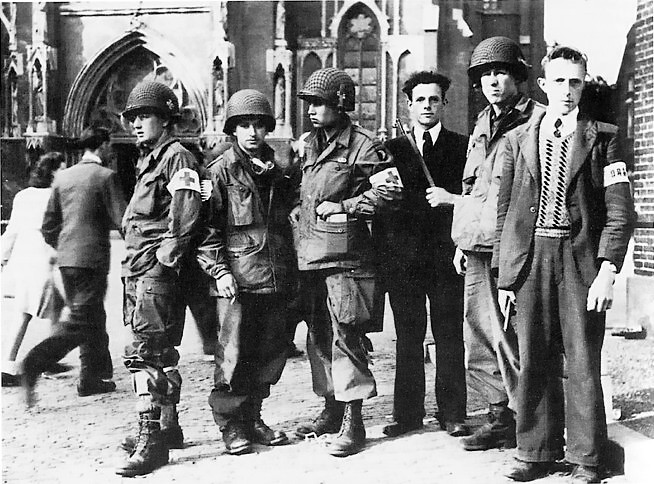
Miembros de la resistencia de Eindhoven de la 326.ª compañía médica (101.ª aerotransportada) delante de la catedral de misma ciudad (septiembre de 1944).

## Historia

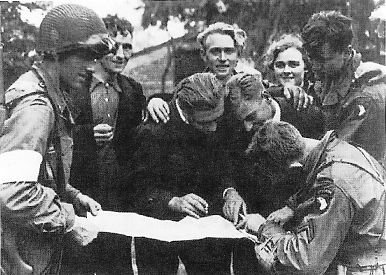
Miembros de la resistencia neerlandesa colaborando con fuerzas de la 101.ª, presumiblemente de la Compañía Easy en 1944.

Tras el estallido de la Segunda Guerra Mundial, a partir de la guerra y la expansión de la Alemania nazi oficialmente iniciada su invasión a Polonia el 1 de septiembre de 1939, el Reino de los Países Bajos (como en la Primera Guerra Mundial) declararon su neutralidad, con la esperanza de no participar en la guerra. Independientemente de los Países Bajos, así como antes de que otro los países de Bélgica y Luxemburgo declaró la neutralidad atacando tropas de la Wehrmacht durante la campaña occidental, el 10 de mayo de 1940 con el derecho internacional, los tres Estados neutrales en su invasión de Francia con la fuertemente fortificada Línea Maginot viendo cancelada su invasión.
En contraste con la Wehrmacht fuertemente armados, las relativamente pequeñas y bastante débiles fuerzas armadas neerlandesas (en neerlandés:  Nederlandse krijgsmacht) no fueron capaces de detener la invasión alemana y  solo dieron una resistencia esporádica. El 14 de mayo solo había peleas esporádicas, por lo que entre otras cosas ocurrieron en los alrededores de Róterdam. A pesar de que ya existían  negociaciones de rescate, ordenado el mismo día en que el liderazgo de la Wehrmacht hiciera un ataque aéreo sobre Róterdam, que tuvo lugar inmediatamente después. Aquí, cerca de 800 personas murieron, casi 80 000 se quedaron sin hogar, y gran parte de la ciudad, especialmente su centro histórico, fue destruida en gran parte. Inmediatamente después de este bombardeo por la Luftwaffe alemana, los Países Bajos se rindieron.
El 18 de mayo de 1940, Adolf Hitler nombró a Arthur Seyss-Inquart comandante del Reich de los Países Bajos ocupados donde impartió una de sus ofensas contra el pueblo neerlandés como fue prohibir el color naranja, símbolo de los Países Bajos, manifestó entre otras cosas: «No es deseo de Alemania someter a este país en plan imperialista, ni inculcarle a la fuerza sus doctrinas políticas. Su actuación dependerá únicamente de las especiales circunstancias derivadas de la guerra. Ya sabemos que la meta definitiva del Führer es la libertad y el orden para todos aquellos que demuestren buena voluntad». El 29 de mayo de 1940, Friedrich Christiansen fue nombrado comandante de la Wehrmacht. Poco después de la ocupación, los romaníes, los judíos y los sinti fueron perseguidos y deportados a campos de concentración, donde se crearon o se usaron diferentes instituciones como el campo de tránsito de Amersfoort (1941), el campo de tránsito de Westerbork (1942), el campo de tránsito de Hertogenbosch y la Villa Bouchina (1943), convertida en una nueva construcción para este fin.

## Principales actos de la resistencia neerlandesa
- Favoreciendo la Operación Market Garden en septiembre de 1944 (recepción y protección de los soldados estadounidenses y británicos).
- La huelga en febrero de 1941 en Ámsterdam, considerado el primer acto de resistencia en los Países Bajos (incursiones neerlandesas en oposición a los judíos).

## Miembros destacados
A continuación, se mencionan a miembros destacados de la resistencia:
- Aart Alblas
- Frieda Belinfante
- Carolina Bunjes
- Joop Westerweel
- Gerben Wagenaar
- Tina Strobos
- Trix Terwindt
- Han Stijkel
- Gerard Reeskamp
- Jaap Penraat
- Johan Limpers
- Anda Kerkhoven
- Suzy van Hall
- Frits van Hall
- Frans Goedhart
- Jan Gies
- Wieke Bosch
- Jack van der Geest
- Walraven van Hall
- Gijsbert van Hall
- Freddie Oversteegen
- Truus Oversteegen
- Hannie Schaft
- Willem Arondeus
- Corrie ten Boom
- Jan van Bijnen
- Bernardus IJzerdraat
- Frans van der Wiel
- Pieter Dourlein
- Gerrit van der Veen
- Anton de Kom
- Johannes Post
- Jan Thijssen
- Marinus van der Stoep
- Jan Verleun
- Jacoba van Tongeren
- Willem van der Veer
- Henk Sneevliet
- Louis Einthoven
- Klaas Postma
- Jan de Louter
- Kees van den Berg
- Hendrik van der Meer